# Малешић
Малешићи су насељено мјесто у граду Зворник, Република Српска, БиХ. Према попису становништва из 2013. у насељу је живјело 417 становника.

## Становништво
Према попису становништва из 1991. године, мјесто је имало 736 становника.
| Националност | 1991. | 1981. | 1971. |
| Срби         | 664   | 833   | 741   |
| Муслимани    | 69    | 2     | 2     |
| Југословени  |       | 3     | 1     |
| Остали       | 3     | 1     | 4     |
| Укупно       | 736   | 839   | 748   |

| Демографија | Демографија | Демографија |
| Година      | Становника  | Становника  |
| ----------- | ----------- | ----------- |
| 1948.       | 608         |             |
| 1953.       | 709         |             |
| 1961.       | 821         |             |
| 1971.       | 748         |             |
| 1981.       | 839         |             |
| 1991.       | 736         |             |
| 2013.       | 417         |             |